# 浅利昌種
浅利 昌種（あさり まさたね）は、戦国時代から安土桃山時代にかけての武将。甲斐武田氏の家臣。別名に武田勝頼より偏諱を受けて名乗ったとみられる勝在が伝わっている。

## 生涯
浅利信種の嫡男として誕生。永禄12年（1569年）の三増峠の戦いで父・信種が討ち死にしたため、跡を継ぎ侍大将となるが、故あって父の被官・同心のうち半数の60騎のみを継いだ。後に土屋昌続が天正3年（1575年）の長篠の戦いで戦死してからはその半数60騎も引継ぎ120騎持ちとなる。
天正9年（1582年）3月、織田信長の武田征伐による武田氏滅亡後は徳川氏に仕え、本多忠勝に配される。この頃の様子を徳川家臣の本多重次が「武田家中で尊敬されていた浅利殿が今では本多忠勝の配下となり、松下一党や向坂一党の下座にへつらい居るのを常々みかけ哀れに思う」という意味の発言を残している。